# نجير شليشري
النجير الشليشري (الاسم العلمي: Alpagrostis schleicheri) نوع نباتي يتبع جنس النجير وينتمي إلى الفصيلة النجيلية.